# 1999년 벤쿠버 국제 영화제
제18회 벤쿠버 국제 영화제는 1999년 9월 24일에 열린 시상식이다.

## 수상 및 후보

### 캐나다영화인기상
- Rollercoaster - Scott Smith 수상

### 용호상
- 7/25 Nana-Ni-Go - Hayakawa Wataru 수상

### 국제영화인기상
- Genghis Blues - Roko Belic 수상

### 로저상
- Heater - Terrance Odette 수상